# Андреана Николова
Андреана Николова е българска оперна певица, понастоящем солистка на Оперно-филхармонично дружество – Русе.

## Биография
Започва да се занимава с пеене, докато учи в училището за европейски езици „Св. Константин-Кирил Философ“ в Русе. Продължава образованието си в Държавната музикална академия „П. Владигеров“ в София, и още докато е студентка започва участия в конкурси и в постановки на български и чуждестранни оперни сцени. Първата ѝ роля е на Улрика от „Бал с маски“ на Верди, която прави на сцената на Русенската опера.
Участва в майсторските класове на Норман Шетлер, Александрина Милчева, Оливера Милякович и работи известно време с Гена Димитрова, както и в концерти и спектакли в страната и чужбина – Залцбург, Цюрих, Страсбург, Солотурн, Букурещ, Атина и др. Има участие в запис на Национална Опера – София под диригентството на Найден Тодоров. Андреана Николова е стипендиант на австрийската фондация Музиктеатър – Виена в Софийска национална опера.

## Репертоар
Основните роли на Николова са в мецосопрановия репертоар: Принцеса Еболи („Дон Карлос“, Верди), Амнерис („Аида“, Верди), Азучена („Трубадур“, Верди) и Кармен („Кармен“, Бизе), Ромео („Капулети и Монтеки“ на Белини).

## Признание и награди
Лауреат е на националните конкурси:
- „Пълдин“ – I награда,
- „Гена Димитрова“ – I награда,
- „Светослав Обретенов“ – II награда,
- „Парашкев Хаджиев“ – II награда,

както и на международните конкурси:
- „Феручо Талявини“ (Австрия) – I награда и наградата на австрийската критика,
- „Ирис Адами Корадети“ (Италия) – III награда,
- „Борис Христов“ – III награда и наградата на публиката.